# Troilo y Criseida (Chaucer)
Troilus and Criseyde (en castellano: Troilo y Criseida) es un poema épico en inglés medio escrito por Geoffrey Chaucer que relata la trágica historia de los amantes Troilo y Criseida con el asedio de Troya como telón de fondo. Fue compuesto usando la rima real inglesa (la Séptima española, de esquema ABABBCC) y probablemente completado a mediados de la década de 1380. Muchos especialistas en Chaucer la consideran la mejor obra del poeta y como poema largo acabado es más autónomo que su obra más conocida, pero inacabada, The Canterbury Tales (Los cuentos de Canterbury). Esta composición suele aceptarse como el origen de la frase “todo lo bueno se acaba” (verso 615 del libro III).
Aunque Troilo es un personaje de la literatura de la Antigua Grecia,la historia ampliada de su romance con Criseida es de origen medieval. La primera versión conocida es del Roman de Troie (Poema de Troya) de Benoît de Sainte-Maure , pero la fuente principal de Chaucer parece haber sido Giovanni Boccaccio, el cual reescribió su historia en Il Filostrato (El Filostrato). Chaucer atribuye la historia a un supuesto "Lollius" — a quien también menciona en The House of Fame (La casa de la fama) —, aunque no se conoce a ningún escritor con este nombre. Se puede decir que la versión de Chaucer refleja una visión del mundo menos pesimista y misógina que la de Boccaccio, presentando a una Criseida temerosa y sincera y no simplemente voluble y engañada por el elocuente y pérfido Pándaro. También atenúa el dolor de la historia con humor.
El poema ha supuesto un importante legado para los escritores posteriores, como ejemplifica Robert Henryson en su poema The Testament of Cresseid (El testamento de Criseida), que proponía un destino trágico para el personaje, no descrito por Chaucer. En las ediciones históricas de la versión inglesa de Troilo y Criseida, el trabajo de Henryson se incluía en ocasiones, sin un reconocimiento explícito de su autoría, como epílogo a la historia de Chaucer. Otros textos como por ejemplo Amoryus and Cleopes (Amoryus y Cleopes, ca. 1449) del autor John Metham adaptan el lenguaje y estrategias de autoría del conocido poema predecesor. La homónima tragedia de Shakespeare también se basó en parte en esta fuente, aunque con un tono más oscuro.
Esta obra suele considerarse un poema de amor cortés , aunque la clasificación genérica suele suscitar debate en la mayor parte de la literatura medieval inglesa. El texto forma parte del ciclo de la Materia de Roma, un hecho que Chaucer enfatiza.

## Sinopsis
El adivino Calcante predice la caída de Troya en manos de los griegos y abandona la ciudad; su hija Criseida recibe las represalias por la traición de su padre. Troilo, un guerrero de Troya, se burla abiertamente del amor y Eros lo castiga con un deseo irremediable por Criseida, a quien ve pasar por el templo. Con la ayuda y astucia de Pándaro, tío de Criseida , Troilo y ésta comienzan a escribirse cartas. Finalmente, Pándaro lleva a cabo un plan para que pasen una noche juntos; Troilo se desmaya al pensar que el plan podría ir mal, pero Criseida y su tío lo reaniman. Pándaro se va y la pareja consuma su amor.
Al final, Calcante convence a los griegos para intercambiar a Antenor, un prisionero de guerra, por su hija. Héctor de Troya se opone, al igual que Troilo, aunque no lo dice abiertamente. Éste habla con Criseida y le propone fugarse, pero ella argumenta que algo así no sería conveniente. Le promete engañar a su padre y regresar a Troya después de diez días y Troilo se despide con una sensación de mal presentimiento. Al llegar al campamento griego, Criseida se da cuenta de lo improbable que será cumplir su promesa. Le responde con indiferencia a sus cartas y al décimo día, accede a reunirse con Diomedes, quien le declara su amor, por lo que finalmente lo acepta como amante. Pándaro y Troilo esperan por ella: es entonces cuando el primero enseguida comprende que no regresará y, poco a poco, Troilo se acaba convenciendo de lo mismo. Este último maldice a Fortuna, sobre todo porque sigue enamorado de Criseida ; Pándaro le ofrece sus condolencias.
El narrador se despide de su libro con una disculpa a las mujeres por manchar su imagen y relata de manera breve la muerte de Troilo en combate y su ascenso a la octava esfera. También extrae una moraleja sobre la fugacidad de los placeres mundanos y la deficiencia del paganismo. A su vez, dedica su poema a John Gower y a Strode, pide la protección de la Santísima Trinidad y reza para que seamos dignos de la misericordia de Cristo.